# Monty Python's Life of Brian
Monty Python's Life of Brian è un album dei Monty Python in associazione con il loro film Brian di Nazareth, nel 1979.
L'album contiene alcune brevi scene del film con alcuni brevi collegamenti fatti da Eric Idle e Graham Chapman.

## Tracce
1. Introduction - 0:44
2. Brian Song - 0:19
3. Three Wise Men - 1:29
4. Brian Song (continued) - 2:32
5. Sermon on the Mount - 1:58
6. Harry the Haggler - 0:18
7. Stoning - 1:58
8. Ex-Leper - 1:16
9. You Mean You Were Raped? - 1:00
10. Link - 3:20
11. In The Amphitheatre (Loretta) - 3:16
12. Short Link -
13. Romans Go Home - 1:47
14. Missing Link -
15. Revolutionary Meeting - 1:49
16. Very God Link/Ben -
17. Audience with Pilate - 2:45
18. Meanwhile -
19. The Prophets - 1:12
20. Beard Salesman - 2:08
21. Lobster Link
22. Brian's Prophecy - 1:21
23. Lobster Link II -
24. The Heremit (Simon The Holy Man) - 1:08
25. He's Not the Messiah - 3:33
26. Sexual Link
27. He's a Very Naughty Boy - 4:06
28. Lighter Link
29. Pilate Sentences Brian - 0:53
30. Nisus Wettus - 0:29
31. Pilate with the Crowd (Welease Woger) - 2:24
32. Nisus Wettus with the Jailers - 1:38
33. Release Brian - 0:49
34. Not So Bad Once You're Up - 0:29
35. Reg Salutes Brian - 1:19
36. Cheeky Is Released - 0:42
37. Always Look on the Bright Side of Life - 3:58
38. Closing -